# Raidul Doolittle

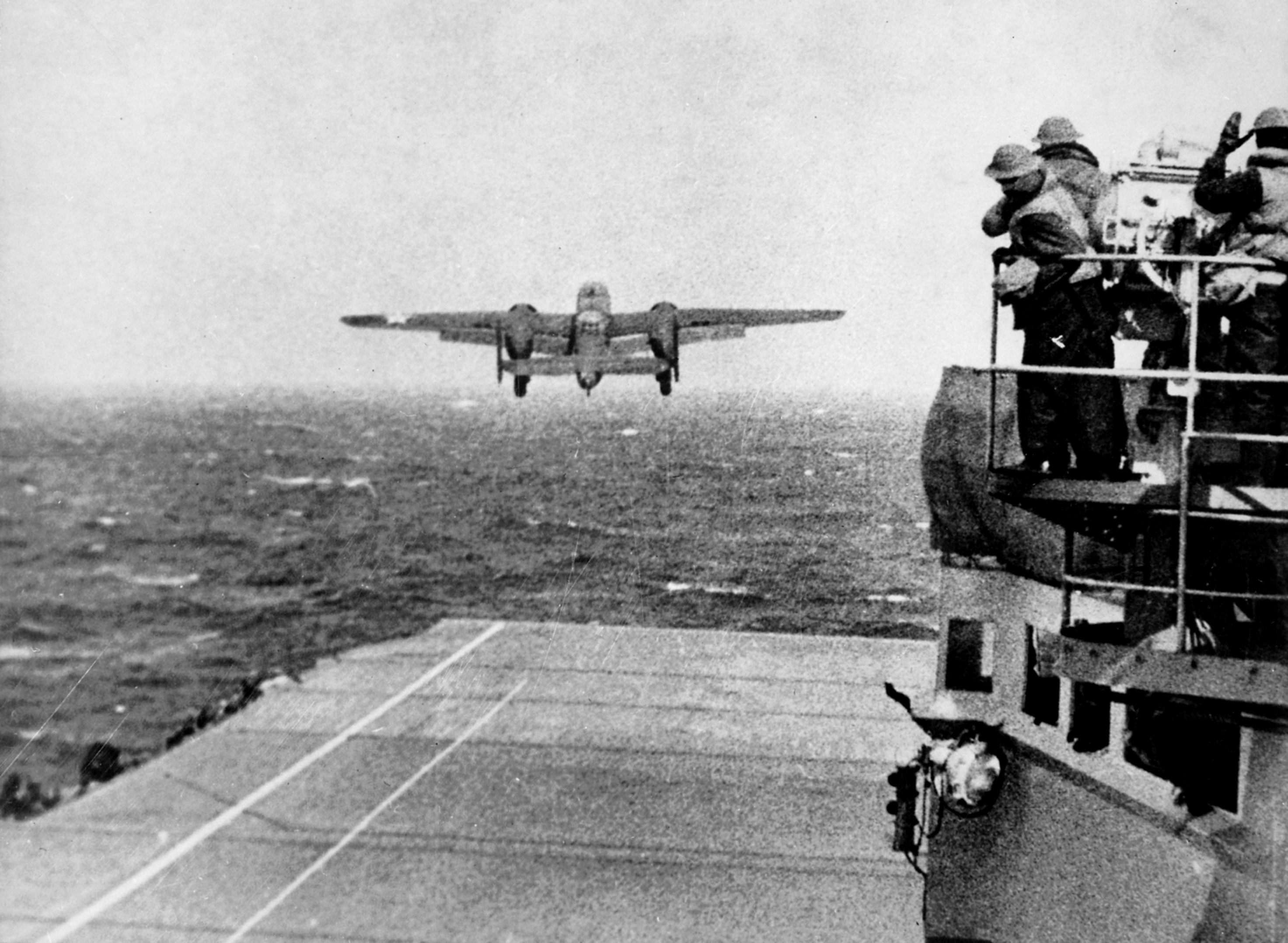
Bombardier B-25B decolând de pe Portavionul Hornet

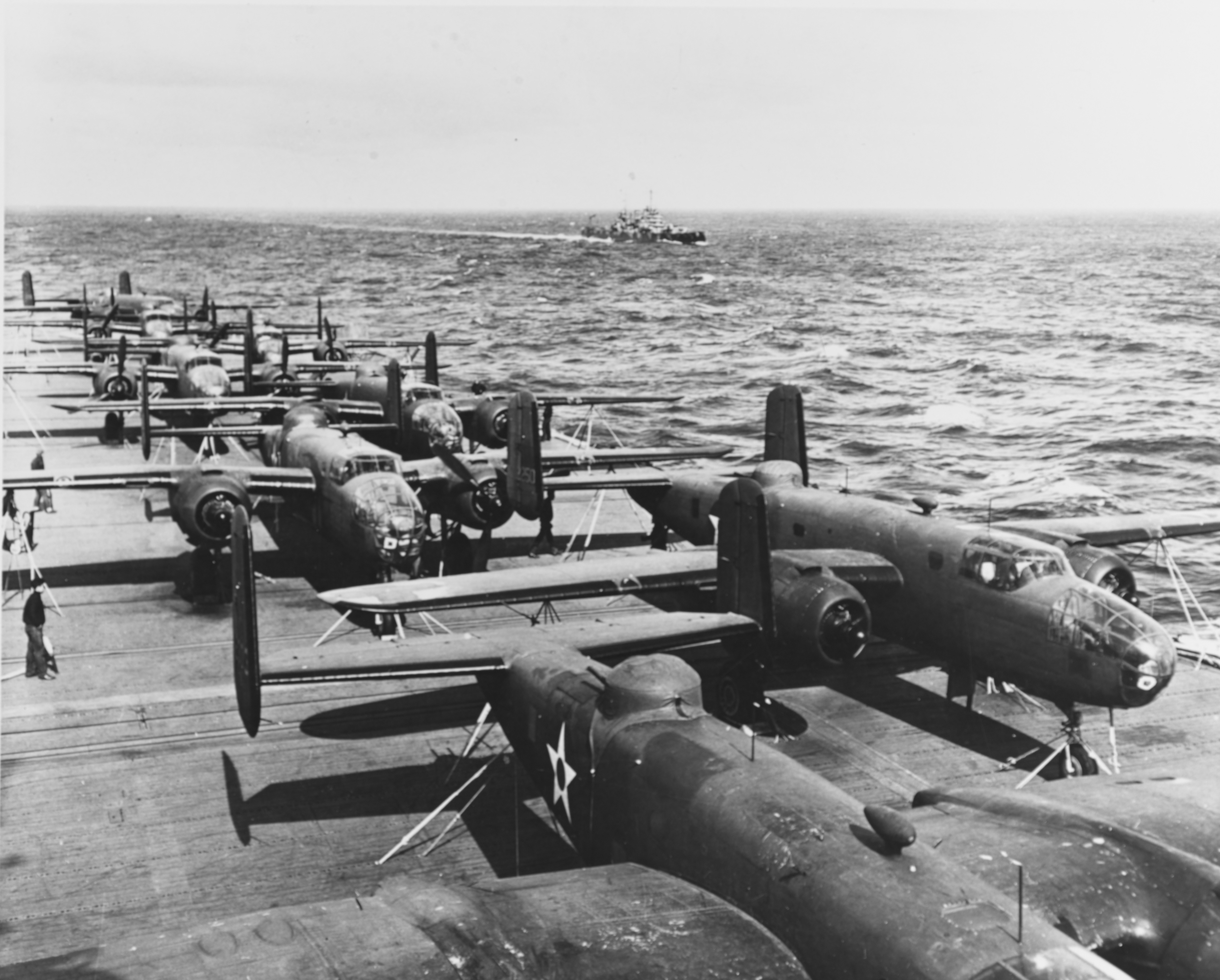
Puntea portavionului USS Hornet în drum spre Japonia

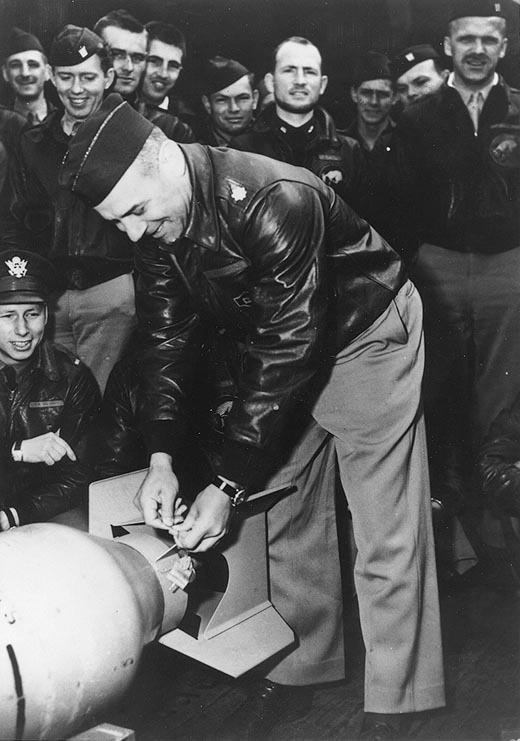
Lt. col. James H Doolittle punând o medalie pe o bombă destinată japonezilor

Raidul Doolittle, cunoscut și sub numele de Raidul de la Tokio, a fost un raid aerian care a avut loc la data de 18 aprilie 1942, de către aviația Statelor Unite asupra capitalei japoneze Tokio și asupra altor locuri de pe insula Honshu în timpul celui de-al Doilea Război Mondial, primul raid aerian, care a lovit insulele japoneze. 
Raidul a demonstrat că Japonia este vulnerabil la un atac aerian american, fiind  represalii pentru atacul japonez de la Pearl Harbor din 7 decembrie 1941, care a ridicat semnificativ moralul americanilor, și a deteriorat moralul japonezilor. Raidul a fost planificat și condusă de locotenent-colonelul Forțelor Aeriene ale Armatei SUA, James "Jimmy" Doolittle.
Șaisprezece bombardiere mijlocii B-25 Mitchell au fost lansate fără escortă de avioane de vânătoare de pe portavionul american USS Hornet din Oceanul Pacific de Vest, departe de țărmurile japoneze, fiecare avion având un echipaj de cinci oameni. Planul era ca avioanele să bombardeze ținte militare din Japonia, și continuându-și zborul spre vest, să aterizeze în China, deoarece aterizarea cu un bombardier mediu pe Hornet era imposibilă. Cincisprezece bombardiere a reușit să ajungă în China, iar unul a aterizat în Uniunea Sovietică. 
În afară de trei persoane toți au supraviețuit, dar toate bombardierele s-au pierdut. Mai târziu opt membri ale echipajelor au fost capturați de către armata japoneză în China; trei dintre aceștia au fost executați. Un avion B-25 Mitchell, care a aterizat în Uniunea Sovietică la Vladivostok, a fost confiscat, iar echipajul acestuia a fost internat pentru mai mult de un an. Paisprezece echipaje, cu excepția unui membru al echipajului, au revenit în Statele Unite ale Americii sau la forțele americane.
După raid, Armata Imperială Japoneză a efectuat o masivă cercetare prin provinciile de est ale Chinei, într-o operațiune cunoscută acum sub numele de Campania Zhejiang-Jiangxi, în căutare de supraviețuitori americani ai raidului și aplicând pedepse chinezilor care i-au ajutat, în efortul de a preveni această parte a Chinei să fie utilizată într-un nou atac asupra Japoniei. Se estimează că aproximativ 250.000 de civili chinezi au fost uciși de către japonezi în timpul acestei operațiuni.
Raidul a provocat pagube materiale neglijabile în Japonia, lovind doar obiective civile sau ratând complet, dar a reușit să-și atingă obiectivul de a ridica moralul american și punând la îndoială în Japonia capacitatea liderilor militari  de a-și apăra insulele de origine. 
De asemenea, bombardamentul a determinat Japonia să-și retragă forța de portavioane puternice din Oceanul Indian pentru a-și apăra insulele de origine, raidul contribuind la decizia amiralului Isoroku Yamamoto de a ataca Insula Midway  în Pacificul Central - un atac care s-a transformat într-o înfrângere strategică decisivă a Marinei Imperiale Japoneze de către US Navy în Bătălia de la Midway. Doolittle, care au crezut inițial că pierderea tuturor avioanelor o să aibă consecința că va fi judecat de Curtea Marțială, de fapt a primit Medalia de Onoare și a fost promovat cu două grade, la rangul de general de brigadă.